# Арцеулов, Константин Николаевич
Константин Николаевич Арцеу́лов (1847—1919) — русский кораблестроитель и конструктор броненосного флота. Генерал-майор.

## Биография
Родился в 1847 году. Сын известного кораблестроителя подполковника Корпуса Корабельных инженеров Н. А. Арцеулова.
В 1858 году поступил и в 1866 году окончил кораблестроительное отделение Инженерное и артиллерийское училище Морского ведомства в Кронштадте и произведён в чин кондуктора Корпуса корабельных инженеров. Судостроительную и инженерную деятельность начал в Новом Адмиралтействе. В чине прапорщика участвовал в постройке башенного броненосного фрегата «Адмирал Грейг».
В 1870—1873 годах учился в Англии в Кенсингтонской школе корабельной архитектуры и пароходной механики (Британская Морская Королевская академия). В 1872 году был произведен в подпоручики. После возвращения из Англии состоял при адмирале А. А. Попове, участвовал в постройке в Николаеве кораблей «поповок» «Новгород» и «Киев» (переименован в «Вице-адмирал Попов»).
В 1876 году произведен в поручики. В 1878—1879 годах был помощником штабс-капитана Н. К. Глазырина при строительстве парусно-винтовых клиперов «Клипер» и «Пластун» на Балтийском заводе, а затем сменил его.
В 1883 году был назначен младшим судостроителем Севастопольского порта, вместе с адмиралом А. А. Поповым разрабатывал типовой проект 3-башенных броненосцев типа «Екатерина II».
К. Н. Арцеулов разработал собственный метод построения обводов корабля, используя который нашёл более совершенную форму его очертаний «каплеобразную» — с округлым носом и сужением к корме.
В 1882—1887 годах проектировал и строил броненосцы «Чесма» (спущен на воду в 1886 году), «Синоп»(1887), «Георгий Победоносец»(1892) в Севастопольском адмиралтействе Русского общества пароходства и торговли.
В 1886 году был произведён в капитаны Корпуса корабельных инженеров с переименованием в младшие судостроители. Арцеулов К. Н. был одним из основателей в 1886 году 57 яхт-клуба Черноморского флота в Севастополе, а также спроектировал и построил быстроходный пассажирский пароход «Пушкин». В 1889 году назначен старшим судостроителем Севастопольского порта и одновременно наблюдающим за постройкой броненосца «Георгий Победоносец».
В 1896 года был командирован в распоряжение Министерства путей сообщения и назначен заведующим постройкой и сборкой . Разработал техническое задание на постройку железнодорожного парома для озера Байкал. В начале апреля-июле того же года находился в Англии, где в Ньюкасле наблюдал за постройкой парохода-парома для Байкальской паромной переправы.
В 1900 году назначен старшим судостроителем Севастопольского порта.
В 1901 году вышел в отставку в чине генерал-майора.
Участвовал в разработке конкурсного проекта линейного корабля, где была предусмотрена булевая противоминная защита. Проект в 1909 году был представлен в Морское министерство и получил высокую оценку А. Н. Крылова.
Умер в 1919 году.

## Семья

Семья Арцеуловых (На фото: Константин Арцеулов, сидит на руках своего отца Константина Николаевича Арцеулова, И. К. Айвазовский, внук Михаил Латри, стоит внук Александр Латри и Николай Арцеулов, в матросской форме.)

- Отец — Николай Алексеевич Арцеулов (1816—1863) — русский кораблестроитель XIX века, проектировщик паровых и первых броненосных кораблей военно-морского флота.
  - Жена — Жанна Айвазовская (1858—1922), дочь выдающегося художника-мариниста И. К. Айвазовского.
    - Сын — Николай Арцеулов (1889—1956), кораблестроитель, участвовал в постройке первых русских дредноутов «Севастополь» и «Полтава», художник-маринист. В 1920-х годах эмигрировал в Америку. Умер в Нью-Йорке.
    - Сын — Константин Арцеулов (1891—1980) — русский лётчик, впервые в истории русской авиации намеренно ввёл самолёт в штопор и вывел его из штопора, художник-иллюстратор.

  - Сестра — Любовь Николаевна Арцеулова (1845—1907), жена русского писателя-мариниста К. М. Станюковича.